# Мисгендеринг
Мисге́ндеринг (от англ. misgendering) — использование по отношению к человеку гендерных маркеров, не совпадающих с его гендерной идентичностью. В это понятие включается обращение или упоминание человека в неправильном грамматическом роде или с неправильными местоимениями. Трансгендерные и небинарные люди могут часто сталкиваться с мисгендерингом в повседневной жизни. Типичным примером мисгендеринга является деднейминг — обращение к трансгендерному человеку по имени, которое он использовал до перехода. Мисгендеринг может быть случайной ошибкой, а может быть намеренной попыткой оскорбить и причинить дискомфорт. Частый мисгендеринг негативно сказывается на психическом здоровье трансгендерных людей — он усугубляет гендерную дисфорию.